# عبد الستار علي الحسين
عبد الستار علي الحسين هو محام وسياسي عراقي شغل مناصب وزارية بين عامي 1963 و1968.
ولد في مدينة الرمادي سنة 1924، وأكمل الدراسة الابتدائية فيها سنة 1936، ثم ذهب إلى بغداد حيث أكمل دراسته الاعدادية في الثانوية المركزية سنة 1941، وتخرج في كلية الحقوق في بغداد سنة 1945، وبعد تخرجه مارس المحاماة واستمر كذلك حتى استيزاره بعد ثورة 8 شباط 1963.
شغل منصب وزير الإسكان في وزارة أحمد حسن البكر الأولى ثم شغل منصب وزير العدل في وزارة طاهر يحيى الثالثة لكنه أقيل لاحقا، وأخيرا وزير النفط في الوزارة التي ترأسها عبد الرحمن عارف ووزارة طاهر يحيى الرابعة التي تلتها.
وبعد ثورة 17 تموز 1968، ومجيء حزب البعث العربي الاشتراكي إلى السلطة غادر عبد الستار علي الحسين العراق.
من الجدير بالذكر أن عبد الستار علي الحسين هو عديل المحامي عادل اللامي الرئيس الأسبق للمفوضية العليا المستقلة للانتخابات في العراق.